# Devrek

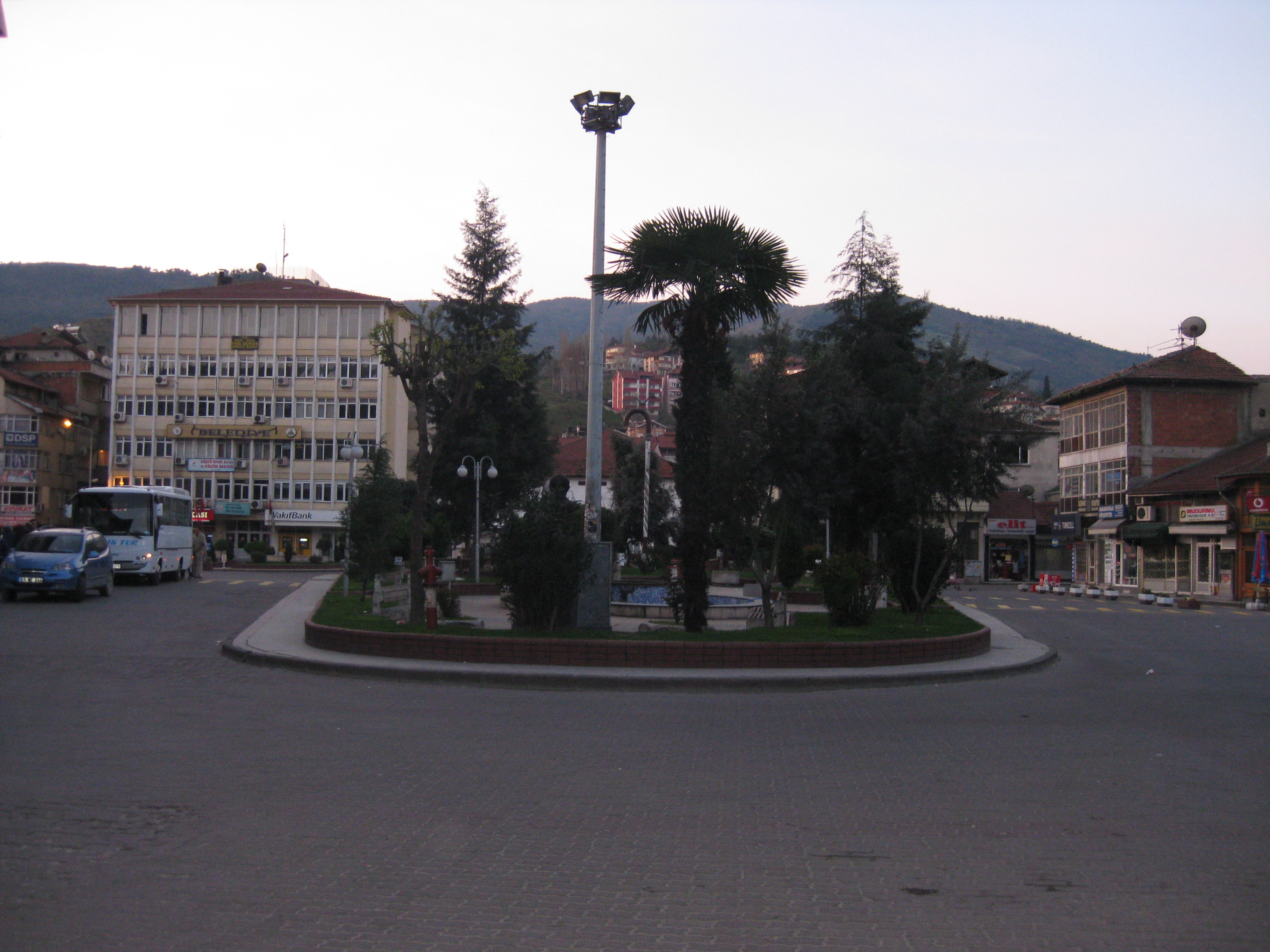
Devrek square

Devrek là một huyện thuộc tỉnh Zonguldak, Thổ Nhĩ Kỳ. Huyện có diện tích 935 km² và dân số thời điểm năm 2007 là 62790 người, mật độ 67 người/km².